# Giuseppe Tambosi
Giuseppe Tambosi (* 29. März 1794 in Riva del Garda; † 28. August 1872 in München) war Hofkellermeister am Hof der Wittelsbacher.

## Leben
Die Familie Tambosi am Gardasee betrieb das Gewerbe des Gerbens. Die Eltern von Giuseppe Tambosi waren Augustine (* 1780; † 1839) und Luigi Tambosi (* 1772 in Rovereto; † 17. Juni 1839), gelernter Schokolateur und Traiteur.
Giuseppe Tambosi heiratete 1832 Sophie Mader. Das Ehepaar wohnte in der Karlstraße 10, neben der Barer Str. 7, der Villa der Gräfin Marie von Landsfeld und hatte neun Kinder, darunter Leopoldine (* 1830) und den Juristen Max Tambosi.
1839 wurde Giuseppe Tambosi königlicher Kammerdiener von Ludwig I. und 1849 wurde er Hofkellermeister von Maximilian II. Joseph. Leo von Klenze berichtete, dass Max II. ihm gegenüber erklärt hätte: Er wisse sehr wohl, dass der „verschmitzte Welschtyroler Tambosi ein Betrüger und elender Kerl“ sei, „aber ich kann ihn zu allem vortrefflich gebrauchen“. Klenze schreibt an anderer Stelle, dass Tambosis Dienstvorgesetzter, „der königliche Freund Wilhelm Dönniges aus Stettin“ Monat für Monat 1000 Gulden „für geheime Zwecke“ erhalten hätte.
Nach einer These von Rudolf Reiser seien die beiden Söhne von König Maximilian II. in Wirklichkeit von Tambosi gezeugt worden. Tambosi erhielt am 15. April 1857 die goldene Medaille des Verdienstordens vom heiligen Michael und wurde 1860 als Herold in den Hubertusorden aufgenommen. Ab 5. Oktober 1863 segelte Joseph Tambosi mit Max II. bei Antibes und Nizza.

## Kaffeehaus Tambosi

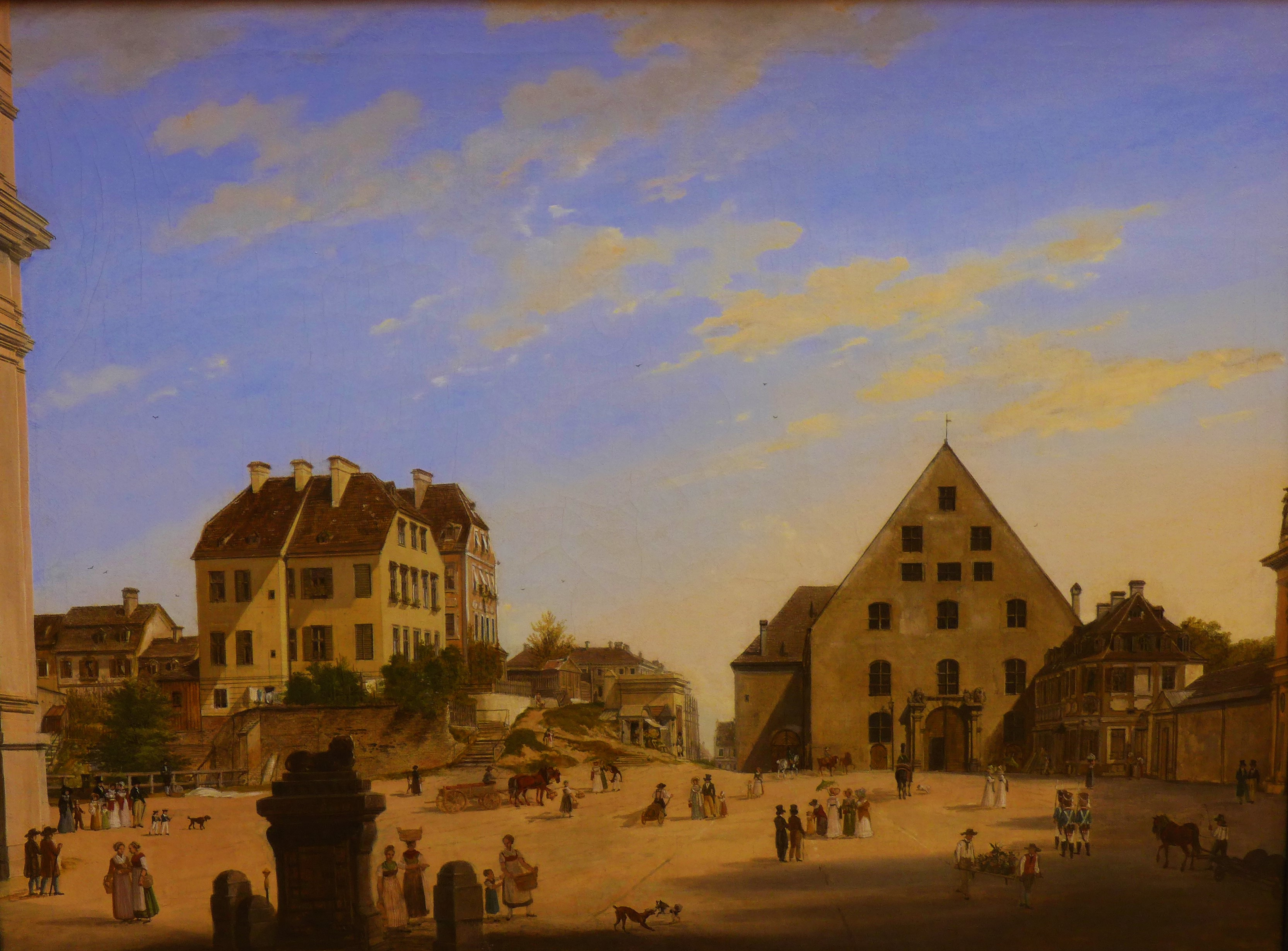
Die alte Reitschule mit dem Café Tambosi (1822), Gemälde von Domenico Quaglio (Neue Pinakothek, München)

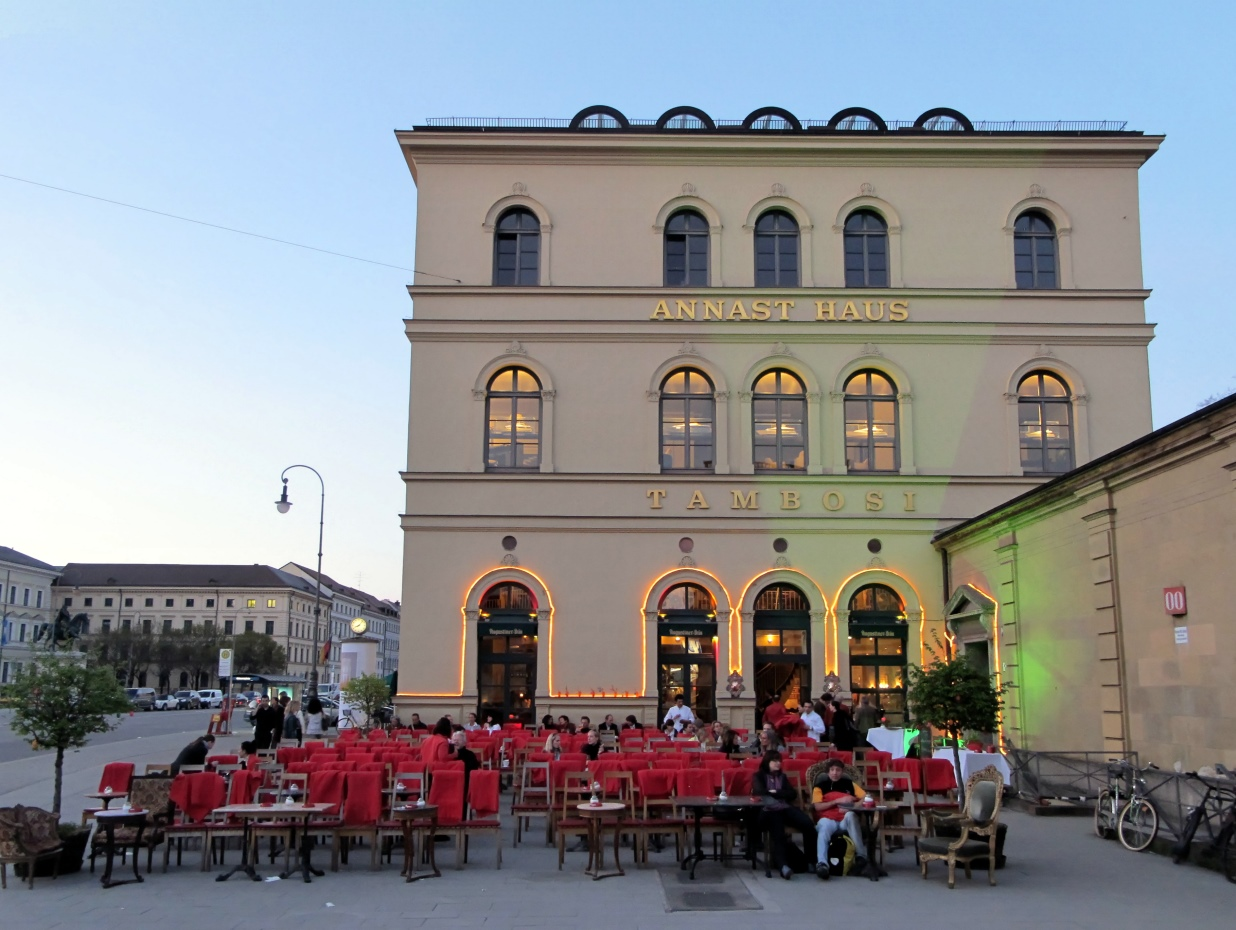
Das Cafehaus Tambosi im Jahr 2011

Giovanni Pietro Sardi aus dem Gefolge von Henriette Adelheid von Savoyen hatte 1775 die Erlaubnis erhalten, am Hofgarten (München) einen Kiosk zum Ausschank von Kaffee, Schokolade und Limonade zu eröffnen und eröffnete das erste Kaffeehaus in München.
Luigi Tambosi pachtete 1810 und erwarb 1827 das Kaffeehaus im Bazar-Gebäude von Karl von Eichthal. 1858 gab es im ersten Stock des Café Tambosi eine Börse.
Die Redewendung So spielt man beim Tambosi, die beim Kartenspiel nach einem Stich gemacht wurde, geht auf Joseph Tambosi zurück.
Ab Anfang 2017 wurde das Tambosi umgebaut und wurde Ende Oktober 2017 wiedereröffnet. Es wurden sechs Millionen Euro investiert.